# 1699 w polityce

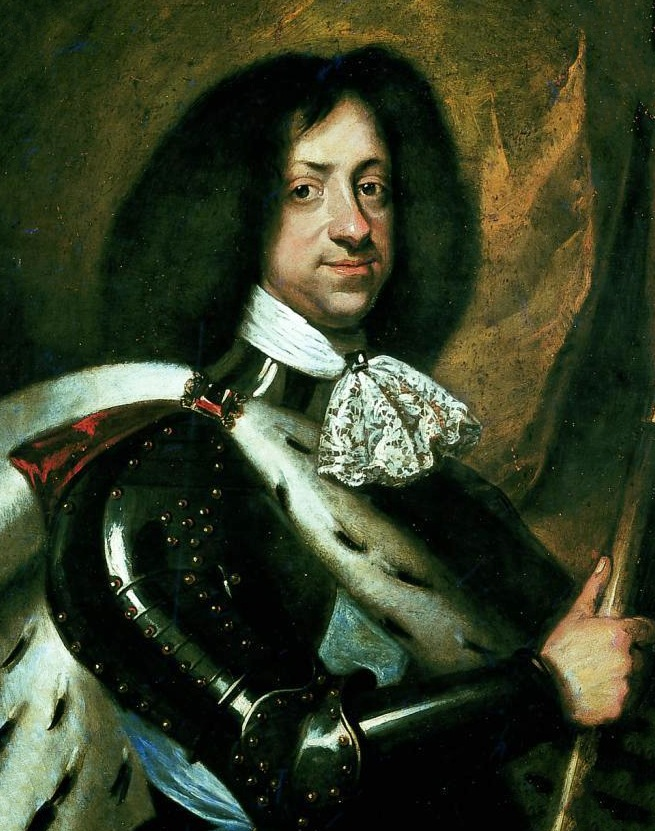
Chrystian V

Wydarzenia polityczne w 1699 roku.

## Urodzili się
- Osman III, sułtan turecki[1].

## Zmarli
- 6 sierpnia, Albrecht, książę Saksonii-Coburg[2].
- 25 sierpnia Chrystian V, król Danii i Norwegii[3].